# Palestinasjal
Palestinasjal är en rutmönstrad keffiyeh som genom främst Yassir Arafat och PLO gjorts till en symbol för de stridande palestinierna. Keffiyeh eller kufiya är en traditionell huvudbonad som bärs företrädesvis i Mellanöstern. Den blev under 1970-talet en modeaccessoar som bärs runt halsen i Västeuropa, med mer eller mindre starka politiska förtecken, normalt vänsterinriktat.

## Keffiyeh
Keffiiyeh (arabiska كوفية; kūfiyyah, plural كوفيات; kūfiyyāt), även känd som yasmak (från turkiska yaşmak, "knuten sak"), ghutrah (غترة), ḥaṭṭah (حطّة), mashadah (مشدة) eller shemagh (شُمَاغ šumāġ) är en traditionell huvudbonad av tyg för män, vanligtvis bomull, vikt i olika stilar kring huvudet. Plagget återfinns ofta i torra klimat för att ge skydd mot solljus och för att skydda ansiktet mot sand. Dess distinkta vävningsmönster kommer från gamla Mesopotamien där det representerade fiskenät eller säd. Det faktiska ordet kufiya har sitt ursprung i Kufaområdet i Irak och betyder "från staden Kufa".

### Bärande

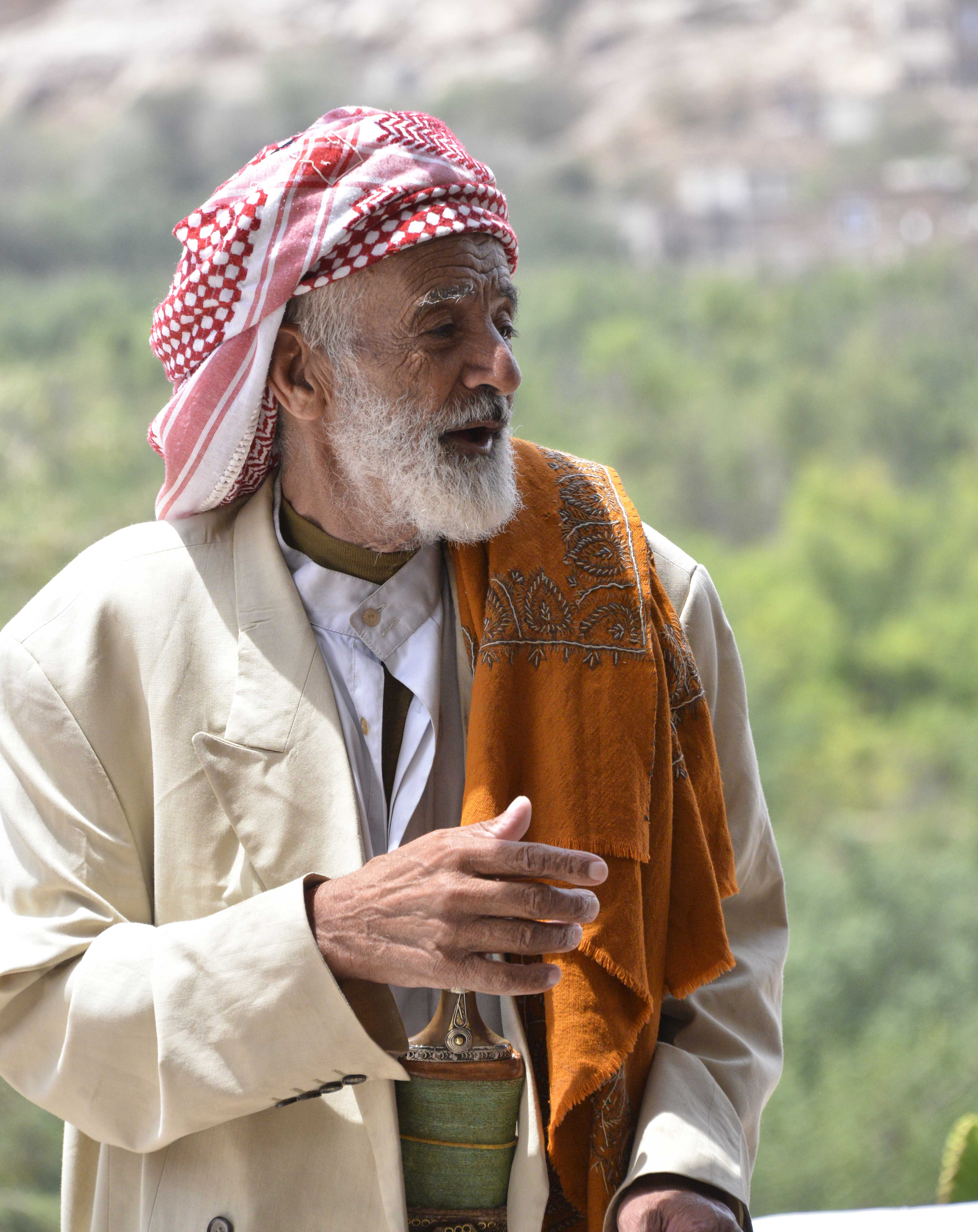
Yemenitisk man iförd röd-vit keffiyeh

Plagget är vanligen tillverkad av en blandning av bomull och ull, vilket gör att det torkar snabbt och håller bärarens huvud varmt. Den har använts av beduiner i århundraden.
Huvudbonaden viks oftast på mitten till en triangel och bärs på pannan. Huvudbonaden hålls ofta på plats av en dubbel repögla som kallas agal (عقال; ʿiqāl). En del bärare viker huvudbonaden till en turban, medan andra har den löst dragen kring axlarna och halsen.

### Färger
En keffiyeh är nästan alltid av vitt tyg, men många har ett rutigt mönster i rött eller svart insytt. Den helt vita varianten är populärast på Arabiska halvön och exkluderar nästan alla andra sorter i Kuwait och Bahrain.
Färgerna i en keffiyeh är löst associerade med palestiniers politiska sympatier. Även om symboliken är vida känd är den långt ifrån accepterad av alla palestinier, och dess innebörd skall inte övertolkas — rödvita eller svartvita scarfs används av palestinier från alla politiska härkomster, och även av de utan några speciella politiska sympatier.
Den svartvita keffiyehn associeras i regel med Fatah och är en symbol för palestinsk härkomst i vidare bemärkelse, medan röda och vita keffiyehn kan associeras med Hamas, och var historiskt associerade med PFLP och andra vänstergrupper.

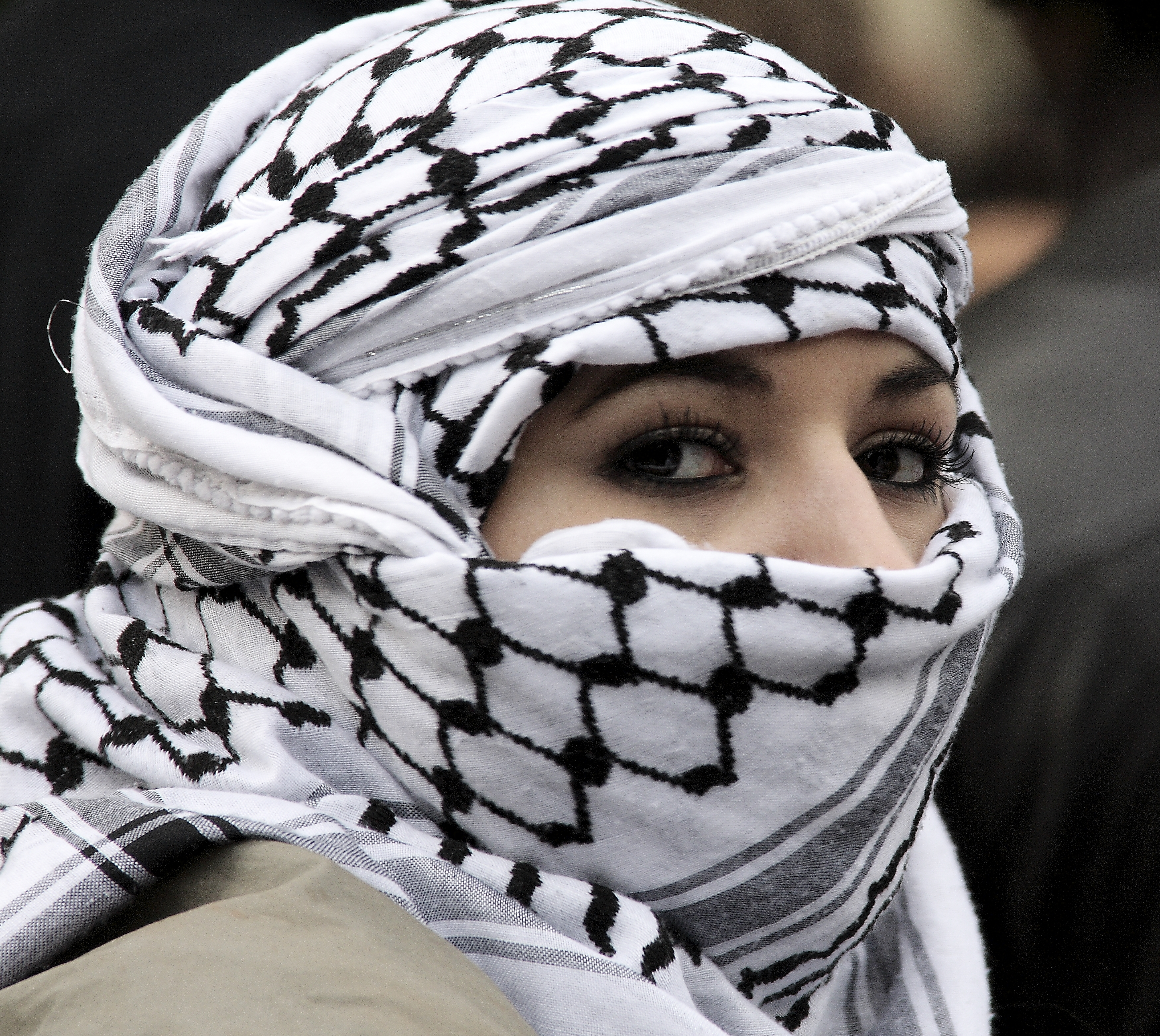
Kvinna iförd traditionell svart-vit keffiyeh med fisknätsmönster.

Den rödvita keffiyehn är en relativt ny variant som infördes i beduinförbandet desert patrols uniform av den brittiske officeren John Baggot Glub på 1930-talet. Förbandet blev senare en del av den Jordanska armeń där plagget fortfarande ingår, och den associeras alltjämt starkast med Jordanien där den är känd som shmagh mhadab. Den jordanska keffiyehn har dekorerande strängar på sidorna. Den rödvita keffiyehn bärs även i Somalia. På senare tid har den fått en stark koppling till den palestinska marxistiska rörelsen PFLP och andra vänsterorienterade grupper.
Militära förband som använder palestinasjalar kallar dem ofta för shemaghs, efter den arabiska beteckningen shmagh som används i vissa regioner. Ofta är den grön med svart mönster och har blivit populär bland soldater efter att många länder sänt soldater till ökenländer som Irak och Afghanistan. I den israeliska försvarsmakten IDF är även den grönsvarta varianten populär vilket gjort att den fått en politisk proisraelisk laddning.

## Palestinsk nationalsymbol

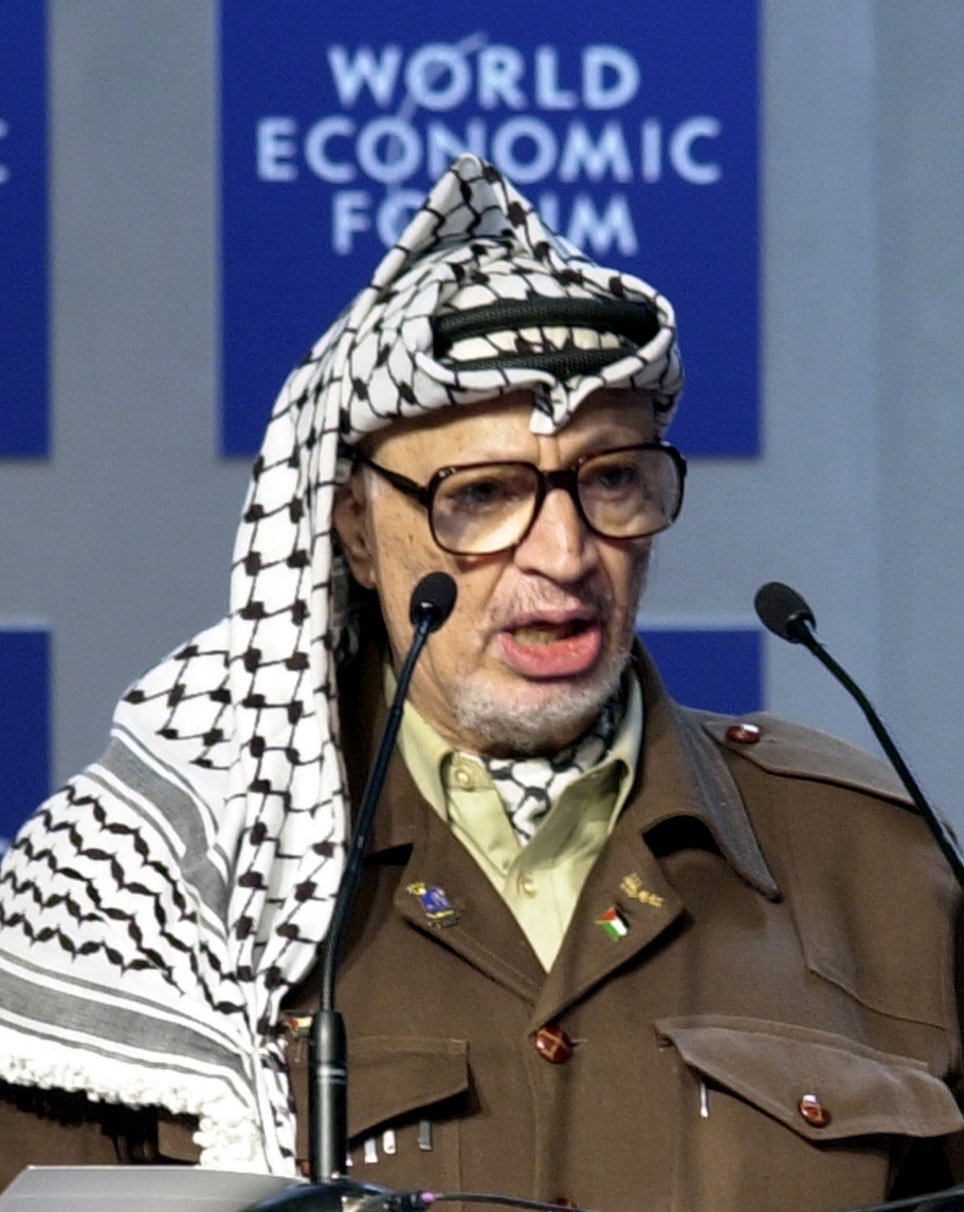
Yassir Arafat

Som en huvudbonad buren traditionellt av palestinska bönder blev palestinasjalen en symbol för palestinsk nationalism under arabrevolten på 1930-talet. Användandet ökade under 1960-talet med den palestinska motståndsrörelsen och Yassir Arafat. Huvudbonaden skulle senare bli ett varumärke för Arafat, som sällan sågs utan sin annorlunda arrangerade svartvita scarf (bara vid enstaka tillfällen använde han en militärkeps eller, i kallare klimat, en ryskinspirerad pälshatt eller ushanka). Arafat bar sin keffiyeh på ett semi-traditionellt sätt, kring huvudet och fastsatt med en agal, men han hade också tyg med liknande mönster kring nacken på sina militära kläder. Han hade tidigt gjort det till sitt personliga varumärke att lägga scarfen över sin högra axel endast och arrangerat ungefär som en triangel, och fick på så sätt en symbol liknande gränserna på territoriet ansett inkluderat i Palestina. Detta sätt att bära huvudbonaden blev till slut en symbol för Arafat som person och politisk ledare, och har inte imiterats av andra palestinska ledare.

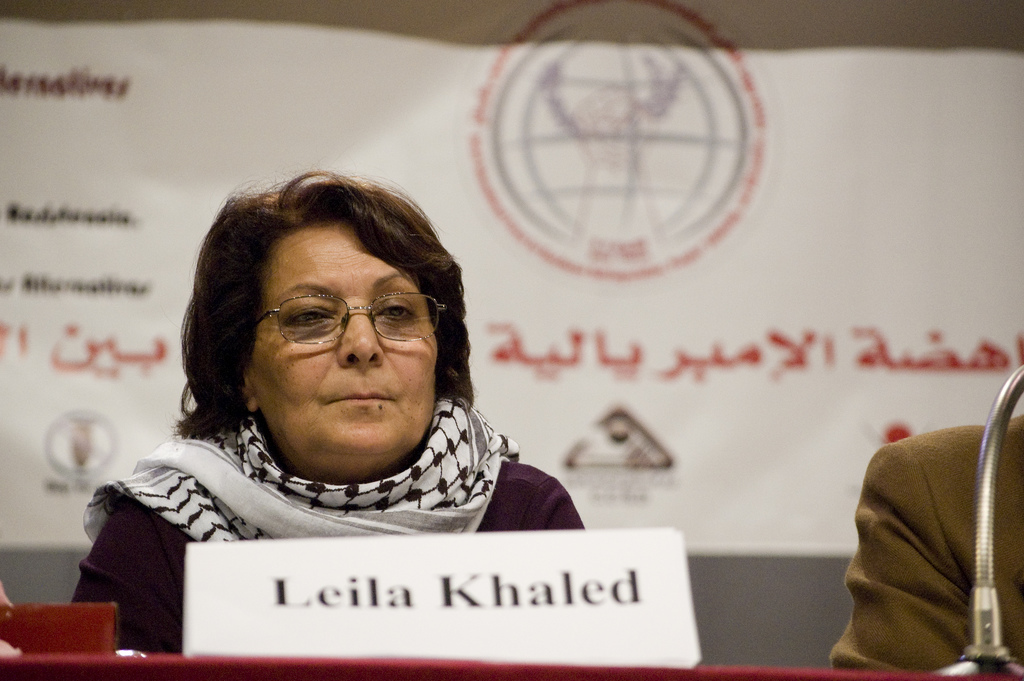
Leila Khaled iförd svart-vit fisknätsmönstrad keffiyeh

Andra palestinska personer som associerats med huvudbonaden inkluderar Leila Khaled, medlem av den beväpnade delen av Folkfronten för Palestinas befrielse. Flera fotografier av Khaled cirkulerade i västerländsk media efter kapningen av TWA flight 840 och kapningarna på Dawson's Field. Dessa inkluderade ofta Khaled iförd en keffiyeh i samma stil som en muslimsk kvinnas hijab, dragen kring huvudet och axlarna. Detta var ovanligt, eftersom huvudbonaden associeras med arabisk maskulinitet, och många anser att det var ett kraftigt budskap från Khaled där hon signalerade sin jämlikhet med män i den palestinska väpnade kampen.

## Produktion
Keffiyehs importeras nu till stor del från Kina. År 2008 sade Yasser Hirbawi, som i 50 år varit den enda palestinska tillverkaren av keffiyehs, till Reuters att "För två år sen fick jag stänga ner min fabrik eftersom jag inte kunde konkurrera med de kina-tillverkade hattas (keffiyehs) som säljs för 40 procent mindre".

## Västvärlden
Från att ursprungligen ha varit något som burits mest av sympatisörer till Palestina, punkare och vänsterungdomar blev sjalen under 2000-talets första decennier snarare en modeaccessoar bland andra, även om dess politiska förtecken kvarstod. I och med Gazakriget som startade 2023 blev sjalen åter en starkt politisk symbol.